# Когда девушка любит
Когда девушка любит (англ. When a Girl Loves) — американская немая драма 1924 года, снятая Виктором Гальпериным. В главных ролях — Агнес Эйрс, Перси Мармонт и Роберт Макким.

## Сюжет
Как описано в обзоре киножурнала, русская революция довела семью Борофф до нищеты. Саша Борофф, влюблённая в графа Михаила, спасается от принудительного брака с Рогожиным из-за его внезапной смерти. Семья Борофф иммигрирует в США, где Саша соглашается выйти замуж за богатого доктора Годфри Люка. На концерте она узнаёт Михаила, когда слышит его пение (ранее сообщалось, что он погиб). Однако он женат. Любовная связь между доктором Люком и женой Михаила приводит к перестрелке между бывшим графом и Люком. Они скучают друг по другу, но Саша ранена в руку. От шока Михаил впадает в уныние. Его исцеляет друг Саши, карлик Гришка, который открыл лекарство с помощью радиовибрации. В туманном финале, хотя Михаила и вернули к жизни благодаря радио, изобретённому Гришкой, он всё ещё связан с совершенно ненужной женой, а Саша, страдающая от пулевого ранения в руку, остаётся супругой доктора Люка.

## В ролях
- Агнес Эйрс — Саша Борофф
- Перси Мармонт[англ.] — граф Михаил
- Роберт Макким[англ.] — доктор Годфри Люк
- Кэтлин Уильямс — Хелен, жена Михаила
- Джон Джордж[англ.] — Гришка
- Мэри Олден — царица
- Джордж Сигман — Рогожин
- Инез Сибери — Фаня
- Уильям Орламонд[англ.] — Алексис
- Роза Розанова[укр.] — Фердова
- Лео Уайт — Юссоф

## Хранение
В отличие от одноимённого фильма 1919 года, этот фильм сохранился в зарубежном архиве Cineteca Italiana (Милан).